# Dictyocephalos attenuatus
Dictyocephalos attenuatus är en svampart som först beskrevs av Peck, och fick sitt nu gällande namn av Long & Plunkett 1940. Dictyocephalos attenuatus ingår i släktet Dictyocephalos och familjen Phelloriniaceae.   Inga underarter finns listade i Catalogue of Life.